# Pawło Hurkowski
Pawło Mykołajowycz Hurkowski (ukr. Павло Миколайович Гурковський; ur. 13 września 1960 we wsi Bojowe w rejonie geniczeskim) – ukraiński wioślarz. W barwach ZSRR srebrny medalista olimpijski z Seulu.
Zawody w 1988 były jego jedynymi igrzyskami olimpijskimi. Medal wywalczył w ósemce. Na mistrzostwach świata zdobył dwa medale: złoto w ósemce w 1985, srebro w tej samej konkurencji rok później.